# عبد الله عبد الرحمن (لاعب كرة قدم بحريني)
عبد الله عبد الرحمن ، لاعب كرة قدم بحريني.
و قد كان يلعب مع منتخب البحرين لكرة القدم.

## كأس الخليج 2002
و قد سجل هدف في مرمى منتخب عمان لكرة القدم.